# Universo fantástico de Warcraft

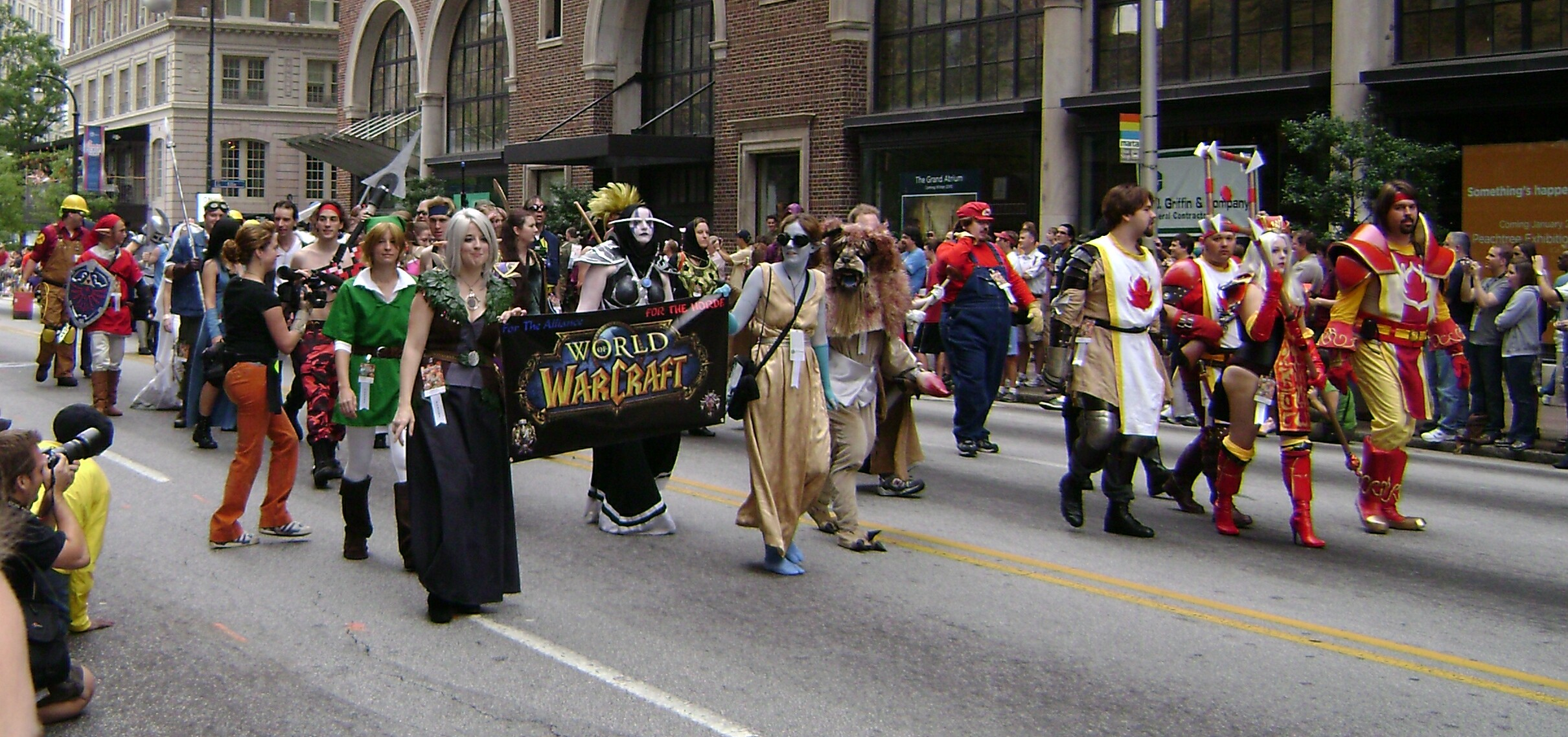
Personas con disfraces de World of Warcraft, en DragonCon Parade en Atlanta en 2009.

Este artículo refiere a la fantasía propia de Warcraft.
Al conjunto de narraciones, configuraciones del universo, descripciones de criaturas, poderes y organizaciones que giran en torno a la saga de juegos de las marcas Warcraft® y World of Warcraft® corresponde el universo fantástico de Warcraft, se trata de un conjunto de mitos modernos o fantasía propiedad intelectual de Blizzard Entertainment que establecen un universo de historias y personajes fantásticos que son referencia continua de múltiples aficionados a estos juegos. Se le refiere equívoca y comúnmente a estos discursos como propios del universo de Warcraft o mundo de Warcraft.
El equipo responsable de la creación de la mitología de Warcraft ha cambiado con el tiempo, pero particularmente se reconoce el crédito de Chris Metzen, Bill Roper, Ron Millar, Samwise Didier, Rob Pardo, Bob Fitch, Luke Johnson, Seth Johnson, Rob Baxter, Mur Lafferty, Christie Golden y Richard A. Knaak, entre otros.
Para facilitar la comprensión de cada uno de los aspectos del universo fantástico o mitología de Warcraft hay que distinguir entre el universo y la historia de Warcraft.

## Universo de Warcraft
Por universo de Warcraft se hace alusión al orden fantástico y cósmico que da sustento a los acontecimientos alrededor de los juegos de la serie Warcraft y World of Warcraft, en este universo de ficción encontramos diversos planos de existencia, mundos, criaturas y organizaciones.
- Planos de existencia, espacios donde alguna fuerza del universo tiene total dominio. Se distinguen en el mundo de Azeroth cuando menos el Maelstorm, el Emerald Dream (Sueño Esmeralda) y cada uno de los planos elementales. Fuera de Azeroth se cuentan El Panteón y el Averno Astral (no confundir con el Torbellino del Vacío), entre otros.
- Planetas, aquellos mundos propios de las razas que participan en la historia de Warcraft (Azeroth, Draenor, Argus, Xoroth), en ellos encontramos lugares o artefactos de relevancia, en ocasiones motivos de la discordia y la lucha de poderes.
- Razas, criaturas fantásticas apropiadas por Blizzard que son fuente del conflicto,[2] existen como sociedades avanzadas (humanos, enanos, elfos de sangre), poco organizadas (orcos, trolls, ogros) o semidivinas (elfos de la noche, Legión de Fuego). Existen numerosas razas: Humanos, Orcos, Elfos de sangre, Elfos nocturnos, Enanos, Gnomos, Trolls, Goblins, Ogros, Dragones (rojos, verdes, de bronce, negros, azul o de hielo) Nerubians, Gnolls, Arácnidos, Tuskars, Sátiros, etc
- Personajes, entre ellos leyendas o figuras que han sido protagonistas en los eventos del mundo de Warcraft. En ocasiones estos héroes poseen o buscan poderosos artefactos que les permiten cambiar el curso de las guerras y batallas (Gul'dan, Illidan, Arthas), o simplemente guían a sus razas en la batalla (Anduin Lothar, Uther el Iluminado), .

## Historia de Warcraft
Como Warcraft comienza siendo un juego de guerras entre criaturas fantásticas, las historias que se cuentan ocurren desde diversas perspectivas y en distintos momentos. Podemos agrupar, sin embargo, cuatro bloques temáticos de las narraciones existentes:
- La cosmogonía, que trata de la raza primigenia, los titanes moldeadores de mundos y el legado de la magia que dejaron en el mundo de Azeroth.
- La historia antigua, muestra el conflicto que hubo en las razas primigenias por el uso sin conciencia de la magia, y la primera guerra que hubo entre la creación y los demonios.
- Los orígenes raciales, que hablan de los inicios y desarrollos de cada raza o facción hasta donde se sabe en la cultura popular.
- La Era del Caos, donde se cuenta de la época actual en el mundo de Warcraft, las tres guerras y las últimas tensiones.